# نئوپلاستیسیسم

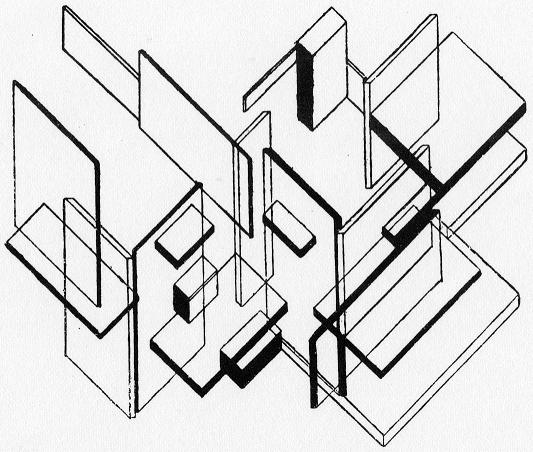
این تصویر نمایانگر یک ترسیم از اشکال هنرهای تجسمی یا همان هنرهای زیبای جدید است

نئوپلاستیسیسم که از آن با اسم هنرهای زیبای جدید یا نوشکل آفرینی نیز یاد می‌کنند، نظریه‌ای زیباشناختی مبتنی بر هنر تجسمی ناب بود که توسط پیت موندریان از کوبیسم گرفته شده و در آن از زوایا و خطوط راست در موقعیت‌های افقی و عمودی و سه رنگ اصلی در کنار هم و در کنار سه غیر رنگ سیاه، سفید و خاکستری استفاده می‌شود.
طرح نظر نئوپلاستیسیم توسط موندریان نتیجه ۵ سال تحقیق و تمرکز فعال او بود که از سال ‎۱۹۱۲–۱۹۱۷ حاصل شد.
اولین پیرو این نظریه، تئو ون دوزبورخ (۱۹۱۶) بود. پس از ملاقات این دو نفر در آمستردام، مجله د استایل فعالیت خود را آغاز کرد و در آن موندریان به راحتی می‌توانست ایده‌های خود را مطرح کند. تا سال ۱۹۲۴ با همکاری هوسر (نقاش) و ونتونگرلوی (نقاش و مجسمه‌ساز)، نئوپلاستیسیسم بنیادین به وجود آمد. بعدها موندریان این حرکت را به تنهایی ادامه داد، اما تا زمان مرگ، به‌طور خستگی ناپذیری در راه بدست آوردن اصول نئوپلاستیسیسم فعالیت کرد، طوری که نام او معرف این اصطلاح است.
هنرمندانی نئوپلاست نامیده می‌شوند که در سال ۱۹۱۷ و در هلند، گروه متحد و یکپارچه‌ای را تشکیل دادند. هدف این هنرمندان بازسازی هنر هلندی با روح و روانی نوین، با توجه به آثار کوبیسم فرانسوی و کنسترکتیویسم روسی بود. انگیزه‌های نشات گرفته، از قیامی علیه خشونت و شدت عمل غیر منطقی جنگی بود که آتشش اروپا را به کام خود کشانده بود.
شخصیتهای بنیانگذار این جنبش «پیت موندریان» و «تئوان دوئزبورک» می‌باشند. از ریشه‌های فکری این جنبش تفکرات فیلسوف هلندی «شوئن میکرز» است. وی بر این اعتقاد بود که ما خواهان آنیم که به طریقی به درون طبیعت نفوذ کنیم تا ساختار واقعیت بر ما آشکار شود.
موندریان علاوه بر نگارش مقالات زیادی در مجله د استایل ایده‌هایش را در مقاله‌ای به این نام تدوین کرد که در سال ۱۹۲۰ در نگارخانه دستاوردهای مدرن، لئون روزنبرگ ارائه شد. در سال ۱۹۲۵ این مقاله در کتابهایی که توسط مدرسه باوهاوس منتشر می‌شد به زبان آلمانی با عنوان طراحی نو چاپ شد. سرانجام در سال ۱۹۴۵ مقالات موندریان در این باره در نیویورک به زبان انگلیسی با عنوان هنرتجسمی و هنر تجسمی ناب منتشر شد.